# Apollodore de Pergame
Pour les articles homonymes, voir Apollodore et Pergame.
Apollodore de Pergame (né vers 104 et mort vers 22 av. J.-C.) est l'un des deux professeurs de rhétorique les plus éminents lors du Ier siècle av. J.-C. avec Théodore de Gadara.
Les étudiants d'Apollodore sont communément appelés Apollodoréens, tandis que les étudiants de Théodore sont connus comme étant les Théodoréens. L'opposition entre ces deux écoles a été surestimée par les historiens du XIXe et du XXe siècle, qui présentaient les Apollodoréens comme les tenants d'une conception rigide de la rhétorique, au contraire des Théodoréens préférant liberté et variété. Les différences semblent plus minimes et porter sur le plan et les parties du discours, les Apollodoréens recommandant une structure prédéfinie, alors que les Théodoréens acceptaient une certaine souplesse. On connaît d'Apollodore un manuel de rhétorique : Tèkne retorikè.
Son élève le plus célèbre, Octave, est devenu le premier empereur romain, Auguste,.